# Abraham Tolentino

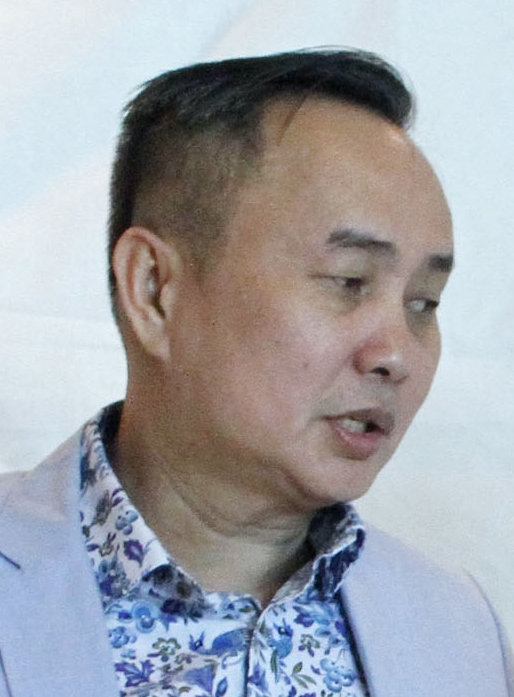
Abraham Tolentino

Abraham Ng Tolentino (* 23. Februar 1964 in Tagaytay City) ist ein philippinischer Politiker (Lakas Kampi CMD) und Funktionär.

## Leben
Abraham N. Tolentino besuchte das San Sebastian College – Recoletos, Manila (SSC-R Manila) im Distrikt Sampaloc von Manila. Er war Meister der Freimaurer-Loge Tagaytay 165.
Seine Tochter Aniela (* 1996) ist Abgeordnete im philippinischen Repräsentantenhaus, seine Tochter Athena (* 1998) ist seit 2024 Gouverneurin der Provinz Cavite.

## Bürgermeister
Abraham Tolentino, der auch unter dem Spitznamen Bambol bekannt ist, war von 2004 bis 2013 Bürgermeister der philippinischen Stadt Tagaytay City. Er ist Mitglied der Partei Lakas Kampi Christian Muslim Democrats (Lakas Kampi CMD). Von 1986 bis 1992 und 1995 bis 2004 war sein älterer Bruder Francis Tolentino (* 1960) Bürgermeister von Tagaytay City und später Vorsitzender der Metropolitan Manila Development Authority (MMDA).
Nach der Bürgermeisterwahl 2007 wurde Abraham Tolentino von Gegenkandidaten und der Wahlkommission verklagt, weil diese der Ansicht waren, bei der Versiegelung der Stimmzettel seien Unregelmäßigkeiten durch Nachnominierungen von Wahlhelfern aufgetreten. Die Klage wurde nach Berufung als unbegründet abgewiesen.

## Abgeordneter im Repräsentantenhaus
Bei den Wahlen zum 16. philippinischen Repräsentantenhaus am 13. Mai 2013 trat Abraham Tolentino für den 7. Wahl-Distrikt der Provinz Cavite gegen Gilbert Remulla an und gewann die Wahl mit 53,84 Prozent der Stimmen. Erneut war er Abgeordneter von 2019 bis 2022. Seine Nachfolgerin wurde seine Tochter Aniela.

## Sportfunktionär
Abraham Tolentino ist Generalsekretär der philippinischen Schachföderation. Er ist auch Präsident der FIDE-Zone 3.3, welche die Schachverbände von Brunei, Hongkong, Indonesien, Japan, Kambodscha, Macao, Malaysia, Mongolei, Myanmar, Philippinen, Singapur, Südkorea, Taiwan, Thailand und Vietnam umfasst.
Er ist zudem Präsident der philippinischen Radsportorganisation Philcycling sowie Mitglied des Vorstandskomitees der Asian Cycling Confederation (ACC) und Präsident der Kickboxen-Organisation Samahang Kickboxing ng Pilipinas. Seit 2019 ist er Präsident des Philippine Olympic Committees.